# Väster, Jönköping
För andra betydelser, se Väster (olika betydelser).

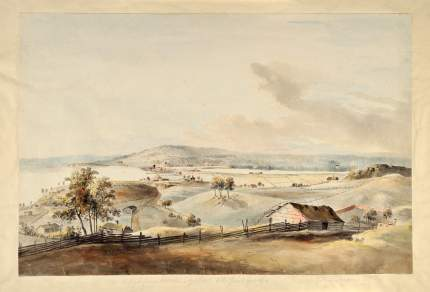
Västra Jönköping, sett från Dunkehalla på 1790-talet. Hospitalsgården, som var den enda bebyggelsen på Väster utom Jönköpings slott, ligger något vänster om mitten av bilden. Akvarell av Jonas Carl Linnerhielm.

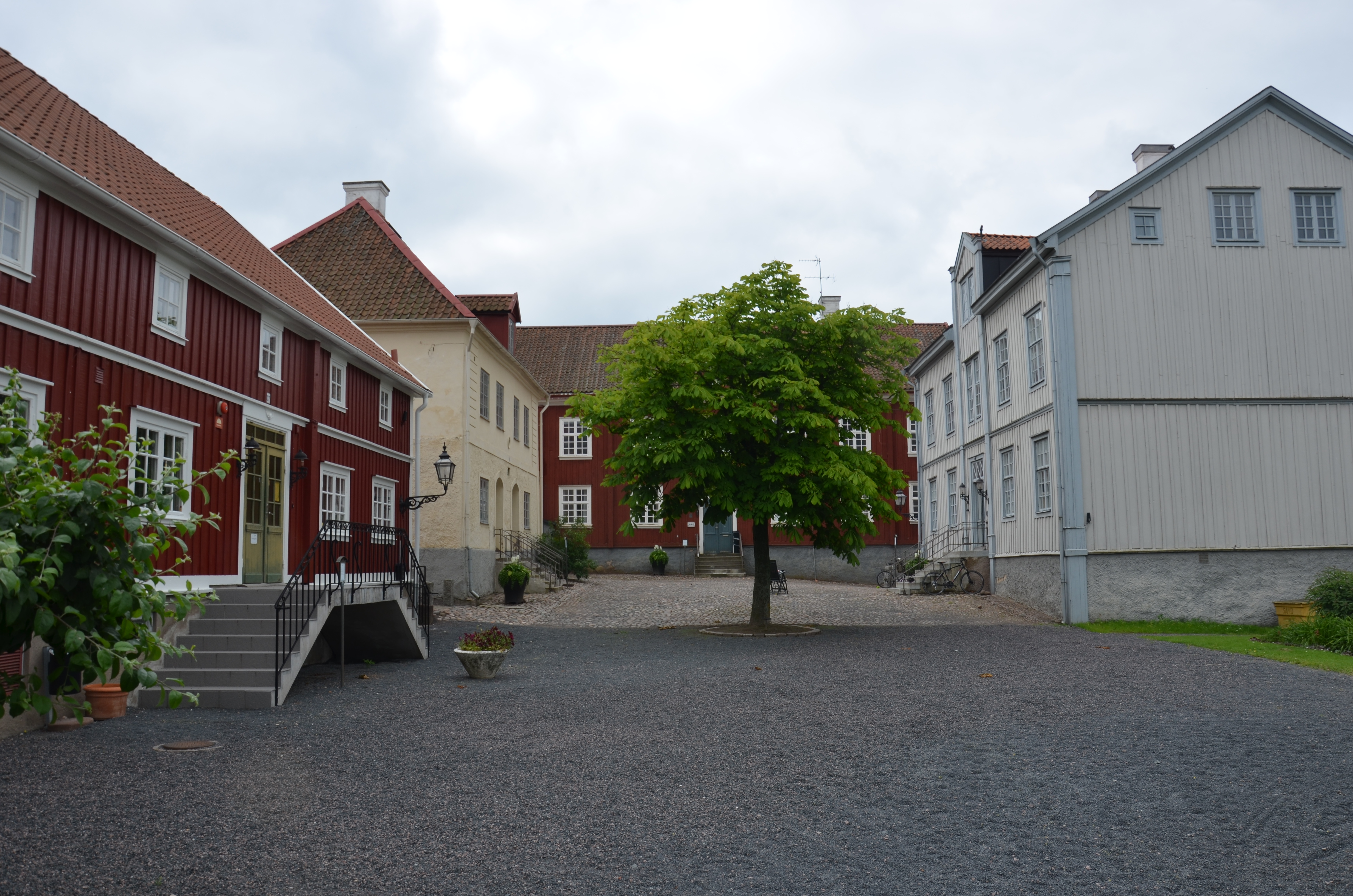
Hospitalshuset/Gamla lasarettsområdet, stadsdelens äldsta byggnader

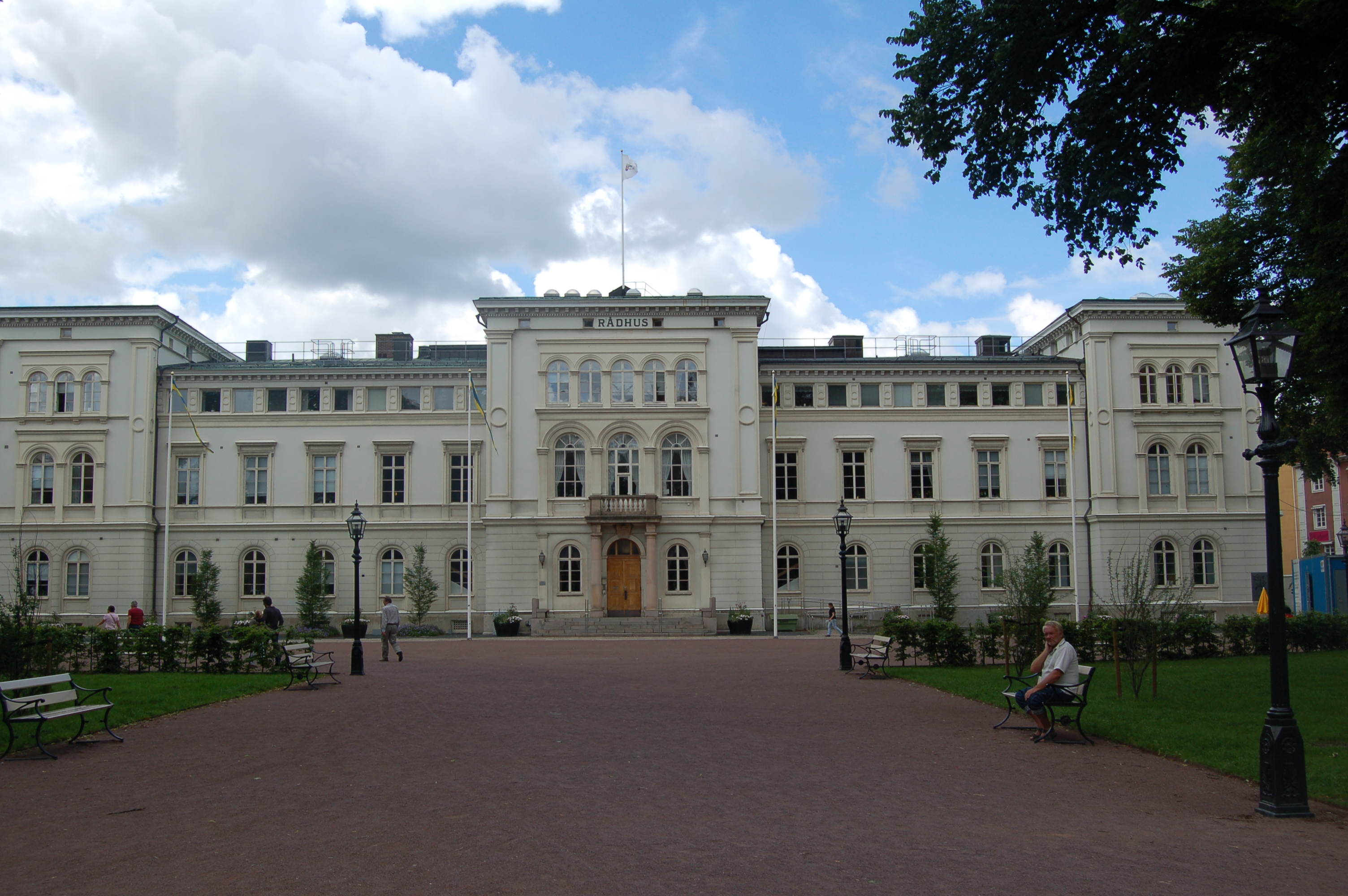
Rådhuset i Rådhusparken

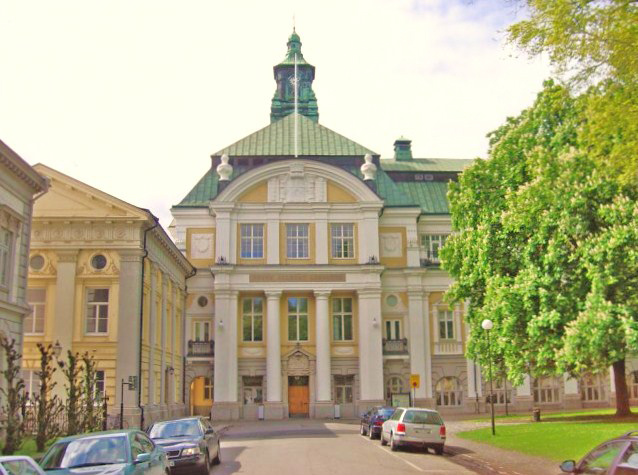
Per Brahegymnasiet, med Gymnastikbyggnaden till vänster

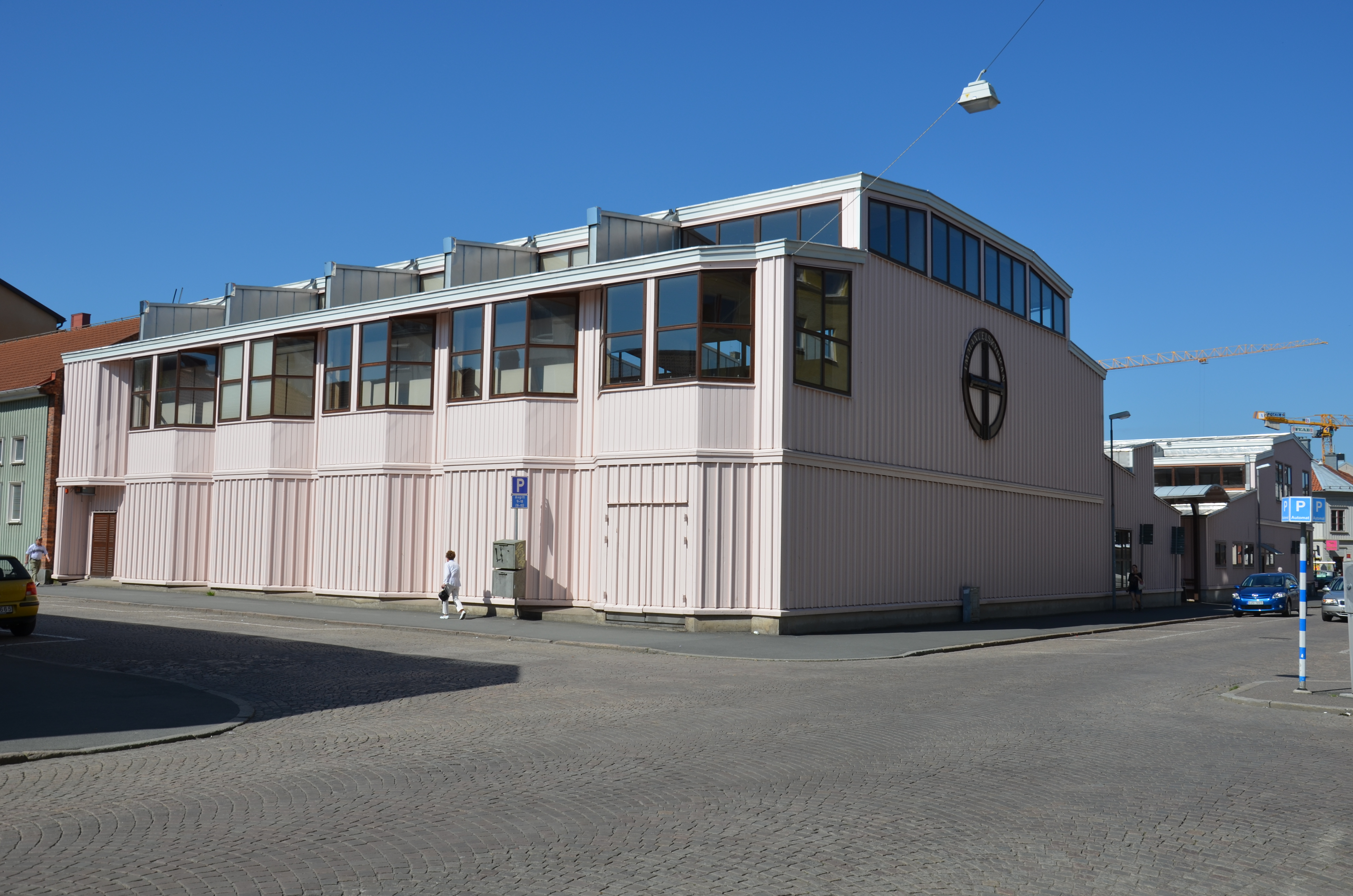
Immanuelskyrkan vid Oxtorgsgatan/
Fabriksgatan, med referens till den äldre trähusbebyggelsen på Väster

Väster, tidigare Förstaden, är en stadsdel i Jönköping. Den ligger väster om Hamnkanalen mellan Vättern och Munksjön, vilken delar stadens centrum i två delar. Väster avgränsas söderut av Kungsgatan och västerut av Junegatan.

## Det medeltida Jönköping
Huvudartikel: Det medeltida Jönköping
Jönköpings stad byggdes ursprungligen, från grundandet i början av 1200-talet, i den norra delen av vad som nu är Väster. Där uppfördes också nära Munksjön 1284 ett franciskanerkloster, vilket efter reformationen byggdes om till Jönköpings slott och förstärktes med befästningsverk. 
Omedelbart öster om stadsbebyggelsen uppfördes Jönköpings medeltida borg på västra stranden av Strömmen mellan Munksjön och Vättern. Gatunätet överensstämde ungefärligen med det nuvarande. Landsvägen fortsatte genom staden som Stora gatan strax söder om Vätterstranden. Vid Stora gatan låg Torget med stadens rådhus samt öster därom Jungfru Maria och Sankt Nikolaus kyrka.
Staden brändes ned tre gånger av danskar eller av stadens egna invånare inför danska anfall, eller förväntande anfall: 1380, 1567 och 1612. Efter det att staden bränts ned 1612 av svenskarna själva, återuppbyggdes staden inte på samma plats, utan flyttades i stället efter beslut av Gustav II Adolf, mot invånarnas invändningar till sandreveln Sanden mellan Vättern och Munksjön öster om Hamnkanalen, till nuvarande Öster.
Ett undantag var stadens sjukhus, som efter branden flyttades västerut till Talavid. Området användes för olika vårdinrättningar fram till andra hälften av 1800-talet. Hospitalsgården omfattade vid sekelskiftet 1800 drygt 15 hus. Vårdinrättningarna avvecklades successivt där under 1800-talet. 
Där finns nu den äldsta bebyggelsen på Väster.

## Förstaden
Från 1840-talet tillkom åter stadsbebyggelse på Väster, som nu kallades Förstaden, och denna tog fart efter det att befästningsanläggningarna rivits. På det tidigare slottsområdet uppfördes bland annat ett antal monumentala byggnader och andra statliga institutioner, bland annat ett nytt statligt läroverk (det nuvarande rådhuset), ett nytt länsresidens samt regionkontor för Sveriges Riksbank. 
En bra bit in på 1900-talet skedde stadens expansion huvudsakligen på Väster och söder om Kungsgatan. Bidragande till detta var inte minst att Jönköpings järnvägsstation, med ett stationshus ritat av Adolf W. Edelsvärd, 1864 förlades på platsen för slottets tidigare förborg omedelbvart väster om Hamnkanalen. På Väster placerades också under industrialismens tidiga skede stadens nystartade tre stora företag: Jönköpings Tändsticksfabrik 1848, Jönköpings Mekaniska Werkstad 1860 och strax söder om Väster Munksjö Pappersfabrik 1862. Av Jönköpings fyra folkskolor i början av 1900-talet låg enbart Östra folkskolan öster om Hamnkanalen.
Staten hade överlåtit slottets mark till staden i två omgångar 1843 och 1850, den senare med villkor att den användes i första hand för statliga byggnader och parker. Den första monumentala byggnaden var läroverkshuset 1864–1867, ritat av Fridolf Wijnbladh, numera rådhus, 1881 gymnastikhuset för läroverket av Johan Fredrik Åbom, i mitten av 1880-talet länsresidenset av Herman Holmgren, Riksbankens filial 1890 och ett nytt läroverk 1913. följer riksbank 1890, och det nya läroverket Per Brahegymnasiet på 1913 av August Atterström. Det har lett till att det vuxit fram ett förvaltningscentrum i östra delen av Väster, i vilket numera också ingår ett landstatshus från 1958, domstolsbyggnaden samt kontorshus för från Stockholm utflyttade centrala myndigheter som Domstolsverket och tidigare också Statens Jordbruksverk och Skogsstyrelsen.
Större delen av Väster stadsplanelades 1854–1877. Först planlades ett område med tre kvarters bredd närmast väster om befästningarna ner till nuvarande Oxtorgsgatan i söder. År 1862 planlades det tidigare slottsområdet mot Munksjön, och 1864 ett antal kvarter västerut till Kapellgatan och ett kvarter ytterligare söderut till Lasarettsgatan. Därmed fanns utrymme för expansion av staden under en period av stark tillväxt. Väster blev en stad med regelbundet rutnät, och fick ett enhetligt utseende med bebyggdes med så gott som enbart tvåvånings gatuhus i trä med fasader vid gatukanten med dess anlagda trottoarer. Det nya Väster beboddes framför allt av en medelklass med näringsidkare, hantverkare och tjänstemän. Från gatan ledde en körport till en innergård, ofta med ett vårdträd, med flyglar och uthuskängor, inklusive bostäder för arbetsfolk, häststall, verkstäder, magasin, tvätt- och bakstugor, vedbodar och avträden. Vid sekelskiftet 1800/1900 började väster bli någorlunda färdigbyggt, och staden började expandera därifrån söderut mot Söder/Torpa, västerut mot Bäckalyckan och norrut mot Skänkeberg/Bymarken. Införandet av spårväg 1907 underlättade då också ett ökad småhusbebyggelse, samtidigt som det innebar en bättre sammanknytning av de västra och östra delarna av staden.
Framför allt från 1948 och under 1950- och 1960-talen revs stora delar av 1800-talets trähusbebyggelse på Väster. Merparten av de sista fem kvarvarande trähuskvarteren 1970 revs och ersattes också under 1970-talet.
Under senare delen av 1990-talet gjordes Jönköpings Mekaniska Werkstads område om för Högskolan i Jönköping, varvid delvis behölls en gammal industribebyggelse. Järnvägsstationshuset från 1860-talet ersattes 1984 med ett nytt, som ritats av Carl Nyrén.

## Bildgalleri

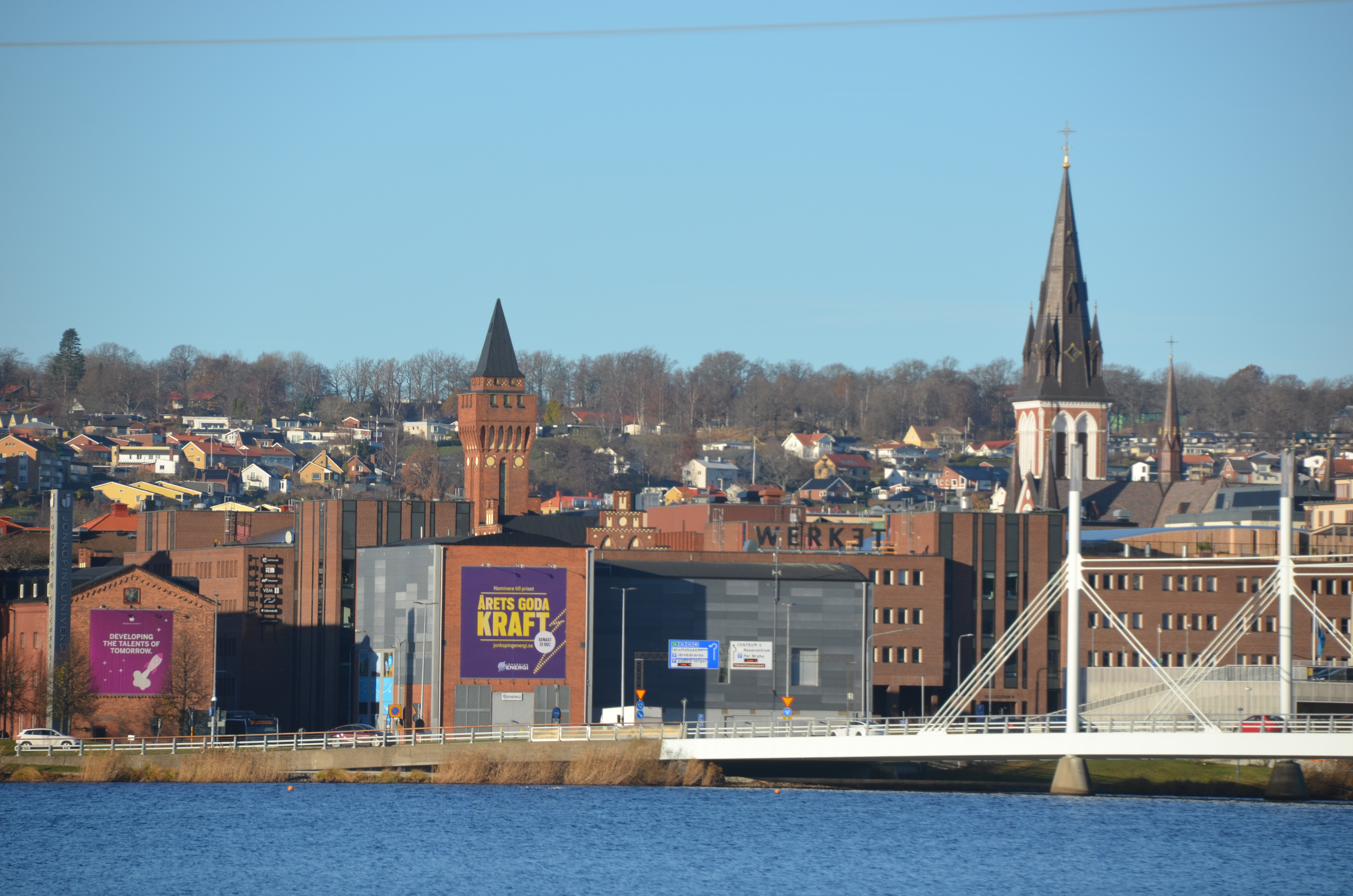
Väster sett från Munksjön